# Caritate Christi compulsi
Caritate Christi compulsi, en español, Movidos por la caridad de Cristo, es la 22.ª encíclica de Pío XI, datada el 3 de mayo de 1933. En ella, tras examinar la crisis económica y social por la que atraviesa en esos momentos la humanidad, y los errores morales que trae consigo, pide oraciones al Sagrado Corazón de Jesús por su resolución.

## Contexto de la encíclica
La Gran Depresión que sufrió la econonomía tras el hundimiento de la bolsa de Estados Unidos en octubre de 1929, se prolongó durante toda la década de 1930, con repercusiones en la política de la mayor parte de los países europeos. Una circunstancia que, como la encíclica apunta, actuó como caldo de cultivo para una exacerbación de los conflictos sociales, de la propaganda comunista y de la aparición de los totalitarismos nacionalistas.
A esa crisis económica se había ya referido Pío XI en su encíclica Nova impendet (2.10.1931) y ese mismo año, unos meses antes había recordado las enseñanzas de la Rerum novarum, donde León XIII señaló el camino para la restauración del orden social; y había señalado los peligros del fascismo italiano (Non abbiamo bisogno, 29.06.1931). Unos años después condenaría la política antirreligiosa del nazismo (Mit brennender Sorge, 14.03.1937) y el comunismo (Divini Redemptoris, 19.03.1937).
En la Caritate Christi campulsi se muestran ya los errores morales que, desde el punto de vista cristiano, están en la base de esas teorías políticas.

## Contenido
Comienza el papa recordando la petición que había realizado unos meses antes a todos los hombres de buena voluntad para hacer frente a la crisis económica y humanitaria que atraviesa el mundo.

Caritate Christi compulsi, Catholicae Ecclesiae filios atque adeo cordatos homines universos, Encyclicis Litteris Nova impendet die II mensis Octobris anno superiore datis, incitavimus ad piam quandam amoris ferendaeque opis contentionem, qua teterrima mala e rei oeeonomicae discrimine emanantia hominumque societatem undique prementia nonnihil sublevarentur.
La calidad de Cristo Nos impulsó a invitar con Nuestra Encíclica "Nova impendet" del 2 de octubre pasado[1] a todos los hijos de la Iglesia Católica, y a todos los hombres de corazón, a agruparse en una contienda de amor y de socorro para aliviar en algo las terribles consecuencias de la crisis económica en que se debate a humanidad.
Inicio de la encíclica

La respuesta ha sido generosa, pero la gravedad de la situación mueve al papa a reiterar esa petición, y a exponer cuales son las causas y los verdaderos remedios de esa situación. Al comprobar el lametable estado de cosas, la extensión del paro que lleva a la miseria a tantas familias, se comprueba que "es la ambición la raíz de todos los males", ahí está el origen del desorden e injusto desequilibrio de las riquezas que ya denunció el papa en la Quadrigesimo anno. A esta situación se une ahora el egoísmo entre las naciones, que pervierte el sano patriotismo en un exagerado nacionalismo.

Además —y es este el mal más terrible de nuestros tiempos— los enemigos de todo orden social, llámense comunistas o tengan cualquier otro nombre, aprovechando tan gran estrechez económica y tanto desorden moral, eliminado cualquier freno y negado todo vínculo de ley divina o humana, se dedican audazmente a levantar la más encarnizada lucha contra la religión y contra el mismo Dios
Encíclica Caritate Christi compulsi: AAS  vol XXIV, p. 180.

Llevan adelante así una propaganda para arrancar de los corazones de todos cualquier sentimiento religioso, pues saben que así arrancado Dios del corazón de los hombres podrán hacer lo que quieran. El papa hace ver que, si bien siempre hubo ateos, pero ahora abundan, y no se esconden sino que pública y organizadamente tratan de extender sus errores, utilizando para ello todos los medios posibles, la prensa, el cine, la radio. Tratan además de acusar a Dios y a la religión como los causantes de los males que tienen su origen precisamente el olvido de Dios.
Frente a esa situación la encíclica llama a la esperanza basada en la infinita bondad de Dios, que dará respuesta a la vida de tantos cristianos que se esfuerzan por vivir fielmente su fe. El papa anima a los laicos a participar en la Acción Católica y a través de ella propagar los principios cristianos y su aplicación práctica en la vida pública, señala la necesidad de superar los intereses particulares y unirse en defensa de la fe. En este sentido recuerda su encíclica Quadragesimo anno en la que siguiendo las líneas marcadas por León XIII en la Rerum novarum señalaba la necesidad de poner los medios para conseguir un más equitativo reparto de los bines de la tierra.
Pero no basta poner esos medios, es necesario acudir a la oración, recordando que el Señor nos prometió "En verdad, en verdad os digo, que cuanto pidiereis al Padre en mi nombre, os lo concederá"; y añade el papa:

¿Y qué motivo más digno de nuestra plegaria, y más relacionado con la persona adorable de Aquel que es el único «mediador entre Dios y los hombres, Jesucristo hecho hombre», que implorarle la conservación sobre la tierra de la fe en el solo Dios vivo y verdadero? Tal ruego lleva ya en sí una parte de su cumplimiento: porque donde un hombre ruega, allí se une a Dios, y mantiene, por tanto, por decirlo así, sobre la tierra la idea de Dios. El hombre que ruega, con su misma humilde actitud, ya profesa ante el mundo su fe en el Creador y Señor de todas las cosas; al reunirse con los demás en oración común reconoce con ello que no solo el individuo, sino también la sociedad humana tiene sobre sí, en forma absoluta, un Supremo Señor.
Encíclica Caritate Christi compulsi: AAS vol. XXIV, p. 186.

Examinada la crisis económica y social que atraviesa la humanidad, y las causas de esa situación, el papa pide a todos los fieles una unánime oración pidiendo que se remuevan los males morales en los que trae causa esa situación, uniendo a esa oración la penitencia, tal como enseñó el Señor -"Comenzó Jesús a predicar y decir: Haced penitencia"- y nos muestra la historia de la Iglesia, pues 

Así nos lo enseña también toda la tradición cristiana, toda la historia de la Iglesia; en las grandes calamidades, en las grandes tribulaciones del Cristianismo, cuando era más urgente la necesidad de la ayuda de Dios, los fieles espontáneamente, o, lo que era más frecuente, siguiendo el ejemplo y la exhortación de sus sagrados Pastores, han echado mano de las dos valiosísimas armas de la vida espiritual: la oración y la penitencia.
Encíclica Caritate Christi compulsi: AAS vol. XXIV, p. 188

Esa oración y penitencia traerá también la paz en los corazones, y así pide el papa que aprovechando la próxima fiesta del Sagrado Corazón, acudan los fieles a la eucaristía, pidiendo al Corazón Misericordioso de Jesús, por la intercesión de María Santísima, todas las gracias para si, para las familias, para la patria y para la Iglesia, pidan también por el papa y por todos los pastores. Una petición que podrán prolongar durante la octava para lo que los obispos, de acuerdo con las circunstancias locales, realicen rogativas públicas y otros actos de piedad.
Termina el papa mostrando su confianza de que el Corazón de Jesús escuchará estas súplicas, y atenderá a su Iglesia; una confianza que confirma la Santa Cruz, cuya invención se celebra el día en que se data la encíclica.